# Kamera (musikalbum)
Kamera är den svenska popgruppen Kameras självbetitlade debutalbum, utgivet 22 oktober 2003 på skivbolaget MVG Records.

## Om albumet
Albumet spelades in i Corner Soul Studios och Hillson Music Studios av Björn Öqvist. Öqvist var även producent samt arrangerade och programmerade låtarna. Därtill mixade han albumet, undantaget "At Work" som mixades av Öqvist och C Hillson. Albumet mastrades av Christofer Stannow. Det formgavs av Jonas Pettersson och fotona togs av Caroline Roosmark.
Från album utgavs singlarna "Suburban Boy", "Fragile" och "At Work". Musikvideor till "Fragile" och "At Work" fanns med på albumet i mpeg-format. Både "Fragile" och "At Work" tog sig in på Trackslistan och Svenska singellistan. Albumet som helhet nådde plats 37 på Svenska albumlistan, där det stannade en vecka.
Albumets sound har jämförts med New Order, Duran Duran och Pet Shop Boys.

## Låtlista
Alla låtar är skrivna av Kamera.
1. "Fragile" – 3:47
2. "Suburban Boy" – 3:51
3. "Other Lover" – 3:50
4. "Sleeptalk" – 3:25
5. "Drowsy Days" – 4:51
6. "At Work" – 3:39
7. "Vertigo" – 4:25
8. "Hold On" – 3:34
9. "Town in a Coma" – 3:56
10. "Something's in the Air" – 3:33

## Medverkande

### Musiker
- Kit Balance – bas på spår 1, 4, 5 och 9
- Carl Delorean – trummor
- Joakim Hjelm – sång
- J Lükks – gitarr, bakgrundssång, bas på spår 3 och 7
- Olof Ålenius – synth, bakgrundssång, bas på spår 10
- Björn Öqvist – synth, ljudeffekter

### Övriga
- Jonas Pettersson – artwork
- Caroline Roosmark – fotograf
- Christofer Stannow – mastering
- Björn Öqvist – producent, mixning, inspelning, programmering

## Mottagande

### Kritikerröster
Kamera har medelbetyget 2,6 av 5 på Kritiker.se, baserat på tre recensioner. Tidningen Expressen gav albumet betyget 3 av 5. Recensenten Anders Nunstedt skrev: "Soundet är konsekvent, snudd på enkelspårigt, men trots den utstuderade retrostilen har Kameras debut mer gemensamt med Pet Shop Boys kommande singel "Miracles" än gamla "West end girls".
Nöjesguidens recensent Patrik Forshage var desto mer negativ. I sin recension skrev han "Kameras snabba stylade poplåtar är framställda enligt samma schlagerkonventioner som merparten av bidragen till Fame Factorys veckofinal, bara med lite mer mascara och en samlingsskiva med New Order som kredd-alibi längst fram i skivbacken, och därmed har [I]Fragile[/I] goda möjligheter att fortsätta vara en angelägenhet för Trackslistan och andra radiolistor där hitpotential och innötningsmöjligheter men varken nytänkande eller egensinne är bedömningsfaktorer."
I Svenska Dagbladet fick albumet betyget 3 av 6. Recensenten Kristin Lundell kallade musiken för "lättillgänglig" och fortsatte: "Det finns inget hos Kamera som stör, men materialet är för slätstruket för att väcka något större engagemang."

### Listplaceringar
| Lista (2003) | Topplacering |
| ------------ | ------------ |
| Sverige      | 37           |